# Odorrana tiannanensis
Odorrana tiannanensis là một loài ếch trong họ Ranidae. Chúng được tìm thấy ở Trung Quốc, có thể Lào, và có thể Việt Nam.
Các môi trường sống tự nhiên của chúng là các khu rừng ẩm ướt đất thấp nhiệt đới hoặc cận nhiệt đới và sông.
Nó ngày càng hiếm gặp do mất môi trường sống.